# Repubblica Popolare Bielorussa
La Repubblica Popolare Bielorussa (in bielorusso: Беларуская Народная Рэспубліка, bʲeɫa'ruskaja na'rodnaja rɛs'publʲika, traslitterazione: Biełaruskaja Narodnaja Respublika) fu uno Stato nazionale bielorusso, che dichiarò unilateralmente la propria indipendenza nel 1918 in seguito alla resa russa agli Imperi centrali. Oggi è chiamata dagli storici anche Repubblica Nazionale Bielorussa, al fine di distinguerla dalla Repubblica Sovietica Bielorussa. L'attuale Rada in esilio della BNR si riferisce a questo Stato come Repubblica Democratica Bielorussa.
Conseguentemente i tedeschi ritennero non più necessario il mantenimento del confine militare dell'Ober Ost, e quindi concessero l'indipendenza formale ai territori che ne facevano parte, Lituania e Bielorussia. Tale dichiarazione fu tuttavia giudicata fittizia dall'Intesa e dai governi neutrali, che considerarono i neonati Regno lituano e Repubblica Popolare Bielorussa come Stati fantoccio della Germania, non riconoscendone l'indipendenza.
La BNR non venne riconosciuta dalla maggior parte degli Stati e, non più protetta dai tedeschi sconfitti nella prima guerra mondiale, finì sotto il controllo sovietico nel 1919, coesistendo per un periodo con RSS Bielorussa e poi RSS Lituano-Bielorussa, e infine cessò totalmente di esistere con la guerra sovietico-polacca quando venne spartita tra sovietici e Seconda Repubblica di Polonia.
La Rada della Repubblica Popolare Bielorussa costituì un governo in esilio, esistente ancora oggi.

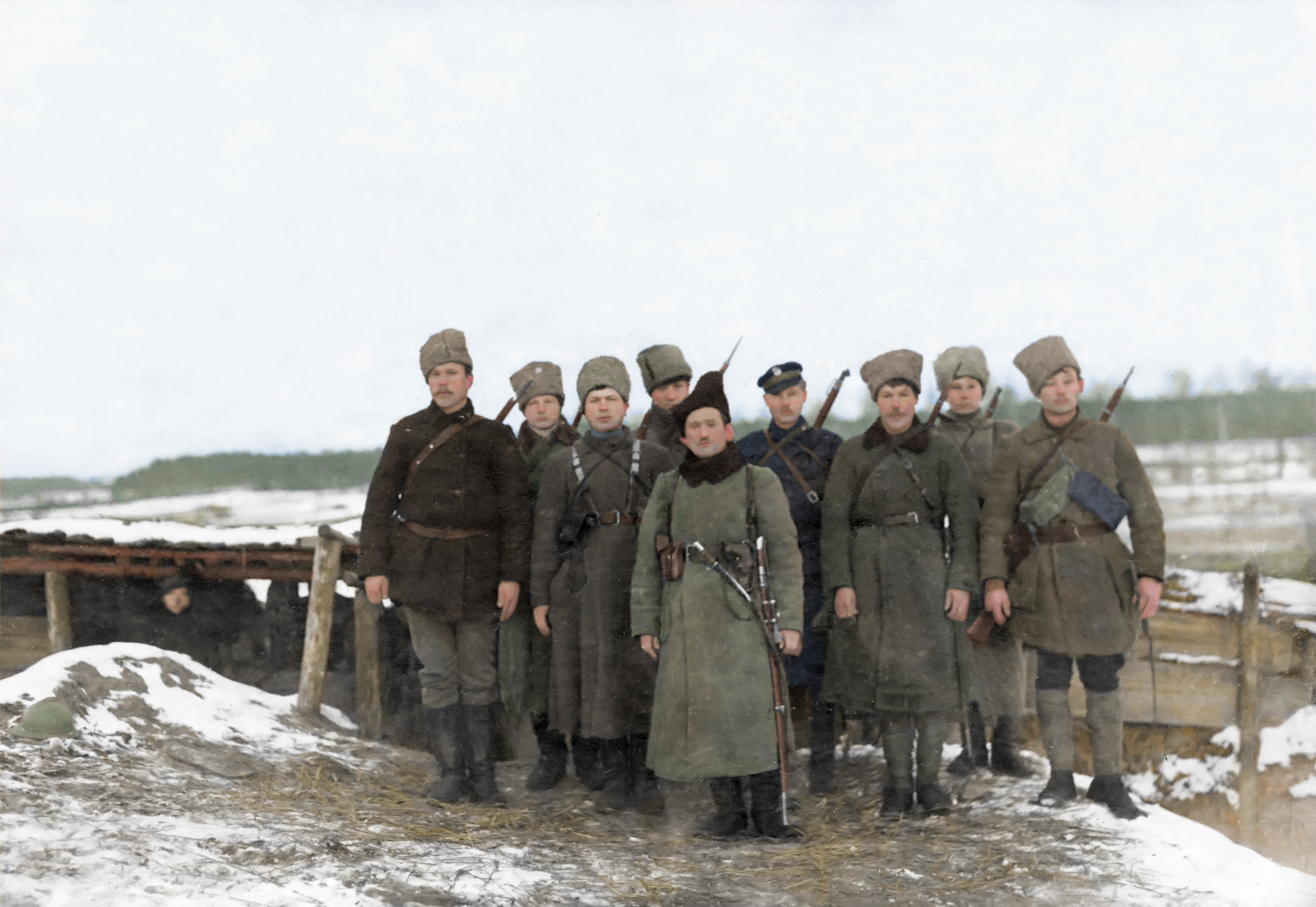
Ribelli di Slutsk

Nel novembre-dicembre 1920 ebbe luogo la rivolta di Slutsk, l'ultima rivolta dei sostenitori del paese contro l'espansione sovietica, che si concluse con la sconfitta delle truppe bielorusse. Questi eventi hanno costituito la base della storia di Vasyl Bykov e del film Sul ghiaccio nero basato su di essa.

## Presidenti
- Jan Sierada (1918-1919)

### Governi in esilio
- Piotra Krečeŭski (1919-1928)
- Vasil Zacharka (1928-1943)
- Mikoła Abramčyk (1944-1970)
- Vincent Žuk-Hryškievič (1970-1982)
- Jazep Sažyč (1982-1997)
- Ivonka Survilla (1997-in carica)